# Sjmagi Bolkvadze
Sjmagi Bolkvadze, född den 26 juli 1994 i Adjara, är en georgisk brottare.
Han tog OS-brons i weltervikt i samband med de olympiska tävlingarna i brottning 2016 i Rio de Janeiro.